# Karbula
Karbula je nenaseljeni otočić kod Poreča, sjeverno od otoka Svetog Nikole, te zapadno od lukobrana grada Poreča.
Površina otoka je 1.722 m2, a visina oko 4 metra.
U Državnom programu zaštite i korištenja malih, povremeno nastanjenih i nenastanjenih otoka i okolnog mora Ministarstva regionalnoga razvoja i fondova Europske unije, svrstana je pod "manje
nadmorske tvorbe (hridi različitog oblika i veličine)". Administrativno pripada Gradu Poreču.

## Vanjske poveznice
|  | Zajednički poslužitelj ima još gradiva o temi Karbula |